# CC-23
La voie rapide CC-23 est une autoroute urbaine en projet qui pénètre Cáceres par l'est en venant de Trujillo.
Elle va doubler la N-521 jusqu'au centre-ville
Elle reliera l'A-58 au centre-ville (N-521)

## Tracé
- Elle va prolonger l'A-58 en provenance de Trujillo et se terminer sur la Route de Trujillo

### Référence
- Nomenclature